# Thrillseekers
Thrilseekers es el cuarto EP lanzado por el productor de complextro Aleksander Vinter, y el primero bajo el alias de Savant. El mismo fue lanzado en 2010 de forma independiente.

## Lista de canciones
| N.º   | Título                    | Duración |  |
| 1.    | «Rape»                    | 2:22     |  |
| 2.    | «Destruxion» (con Blanco) | 2:46     |  |
| 3.    | «Bad Trip»                | 2:48     |  |
| 4.    | «Roots»                   | 3:03     |  |
| 5.    | «Danger»                  | 3:23     |  |
| 6.    | «Zombie»                  | 2:12     |  |
| 7.    | «Voodoo»                  | 1:43     |  |
| 8.    | «Octopus Cryme»           | 2:45     |  |
| 21:02 |                           |          |  |